# Eressa khasiana
Eressa khasiana är en fjärilsart som beskrevs av Rothschild. Eressa khasiana ingår i släktet Eressa och familjen björnspinnare. Inga underarter finns listade i Catalogue of Life.